# 리에파야 국제공항

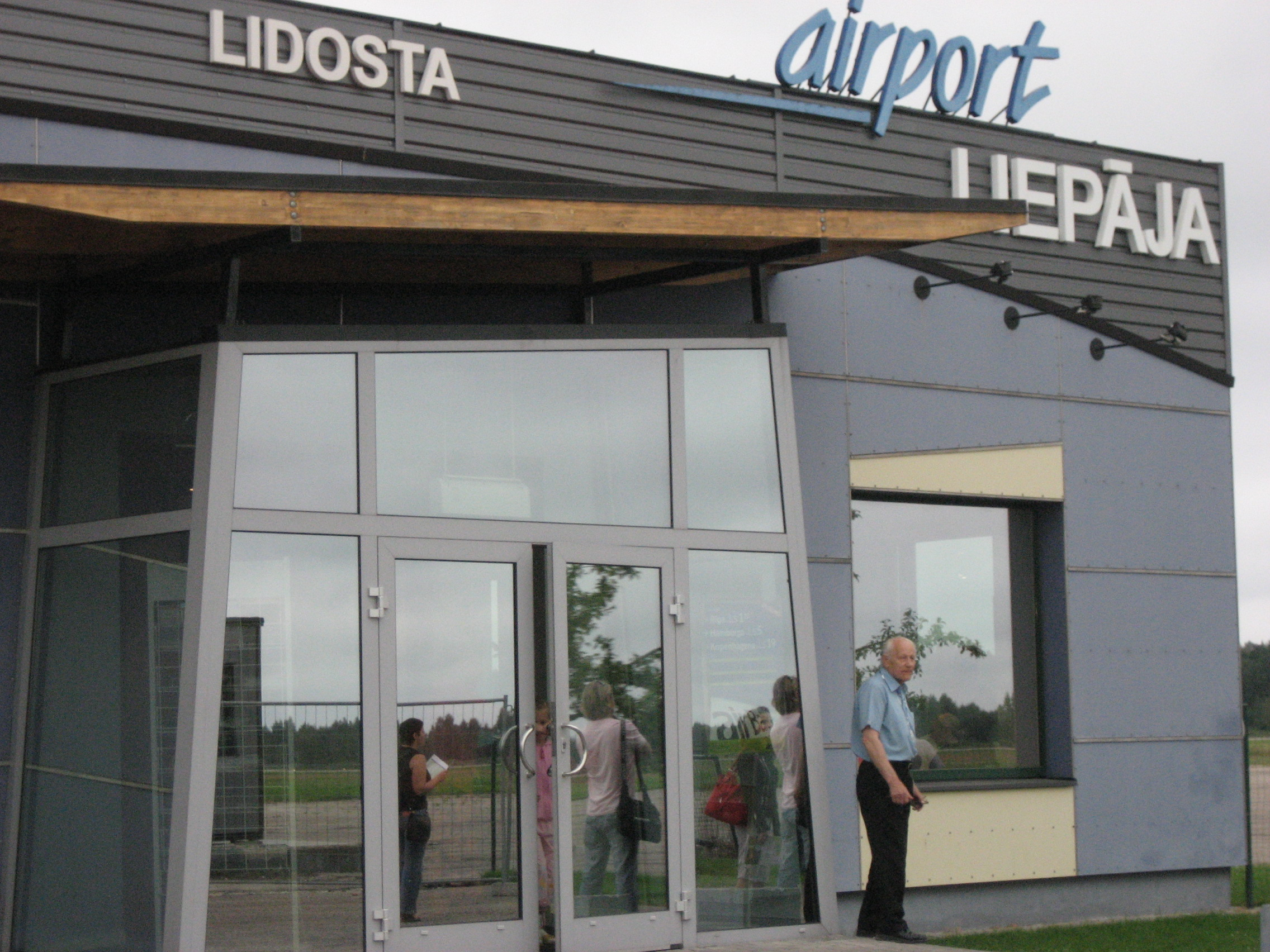

리에파야 국제공항(Liepāja International Airport, IATA: LPX, ICAO: EVLA)은 국제 항공 교통 인증을 받은 라트비아 서부의 지역 공항이다. 리가 국제공항과 벤츠필스 공항과 더불어 라트비아의 3대 주요 공항들 가운데 하나이다.
리에파야 국제공항은 리에파야에서 동쪽으로 5.0km 지점의 그로비냐시에, 라트비아의 수도 리가로부터는 210km 지점에, 리투아니아 경계에서 60km 지점에 위치해 있다. 이 공항의 영토 면적은 2.2km2이며 리예파야 특별경제구역 내에 통합되어 있다.

## 통계
|      | 이동 수 | 화물 (톤) |
| ---- | ------- | --------- |
| 2004 | 298     | 25        |
| 2005 | 338     |           |
| 2006 | 310     |           |
| 2007 | 1,692   |           |
| 2008 | 2,695   |           |
| 2009 | 190     |           |

1. ↑  number of movements represents total aircraft takeoffs and landings during that year